# The Stars and Stripes Forever
"The Stars and Stripes Forever" (tạm dịch: Lá cờ sọc sao muôn năm) là một bài ca yêu nước của Hoa Kỳ. Nó được sáng tác bởi nhạc sĩ John Philip Sousa. Theo một đạo luật năm 1987, được thông qua bởi Quốc hội Hoa Kỳ  bài hát được sử dụng làm hành khúc chính thức của Mỹ.